# Goniophysetis
Goniophysetis is een geslacht van vlinders uit de familie van de grasmotten (Crambidae), uit de onderfamilie van de Glaphyriinae. De wetenschappelijke naam van dit geslacht is voor het eerst voorgesteld door George Francis Hampson in een publicatie uit 1916. Hampson beschreef ook de eerste soort uit het geslacht, Goniophysetis lactealis, die als typesoort is aangeduid.

## Soorten
- G. aarviki D. J. L. Agassiz, 2022
- G. actalellus (Viette, 1960)
- G. cuthberti D. J. L. Agassiz, 2022
- G. lactealis Hampson, 1916
- G. malgassellus (Viette, 1960)